# Ма Лун
Ма Лун (кит. упр. 马龙, пиньинь Mǎ Lóng, род. 20 октября 1988 года) — китайский игрок в настольный теннис, шестикратный олимпийский чемпион (единственный в истории Китая во всех видах спорта и единственный в истории настольного тенниса), 14-кратный чемпион мира (в том числе трижды в одиночном разряде), многократный обладатель Кубка мира и Кубка Азии, многократный чемпион Азии и Азиатских Игр. Дважды обладатель символического «большого шлема» настольного тенниса, который обеспечивается индивидуальными победами на чемпионате мира, Кубке мира и на Олимпийских играх. Первая ракетка мира с января 2010 года. Играл правой рукой, использовал европейскую хватку. Самый титулованный игрок в истории настольного тенниса.
С 23 апреля 2025 года — вице-президент Китайской ассоциации настольного тенниса.

## Биография
Ма Лун родился в 1988 году в Аньшане провинции Ляонин. В настольный теннис начал играть в 5-летнем возрасте, с 13 лет начал тренироваться под руководством тренера, впоследствии переехал на учёбу в Пекин.

### В профессионалах
В 2003 году вошёл в национальную сборную Китая. В феврале 2007 года вошёл в первую десятку мирового рейтинга игроков ITTF. Впервые занял первую позицию мирового рейтинга в январе 2010 года. На чемпионатах мира 2009, 2011 и 2013 года Ма Лун доходил до 1/2 финала в мужском одиночном разряде. В паре с Сюй Синем завоевал золото чемпионата мира 2011 года в парном разряде.
На соревнованиях по настольному теннису на Олимпийских играх 2012 года в Лондоне каждая страна могла быть представлена тремя спортсменами, но не более двух в одиночных разрядах. Ма Лун стал одним из «пострадавших» из-за данного ограничения. На момент отбора китайских спортсменов для мужского одиночного турнира (май 2011 года) Ма Лун занимал 5-е место в мировом рейтинге ИТТФ. Несмотря на то, что в момент проведения мужского одиночного турнира ОИ-2012 спортсмен занимал 2-е место в рейтинге ИТТФ, он не был допущен к участию в мужском одиночном турнире (Китай представляли Чжан Цзикэ и Ван Хао). Стал олимпийским чемпионом в командном разряде.
Обладатель Кубка мира 2012 года в одиночном разряде.

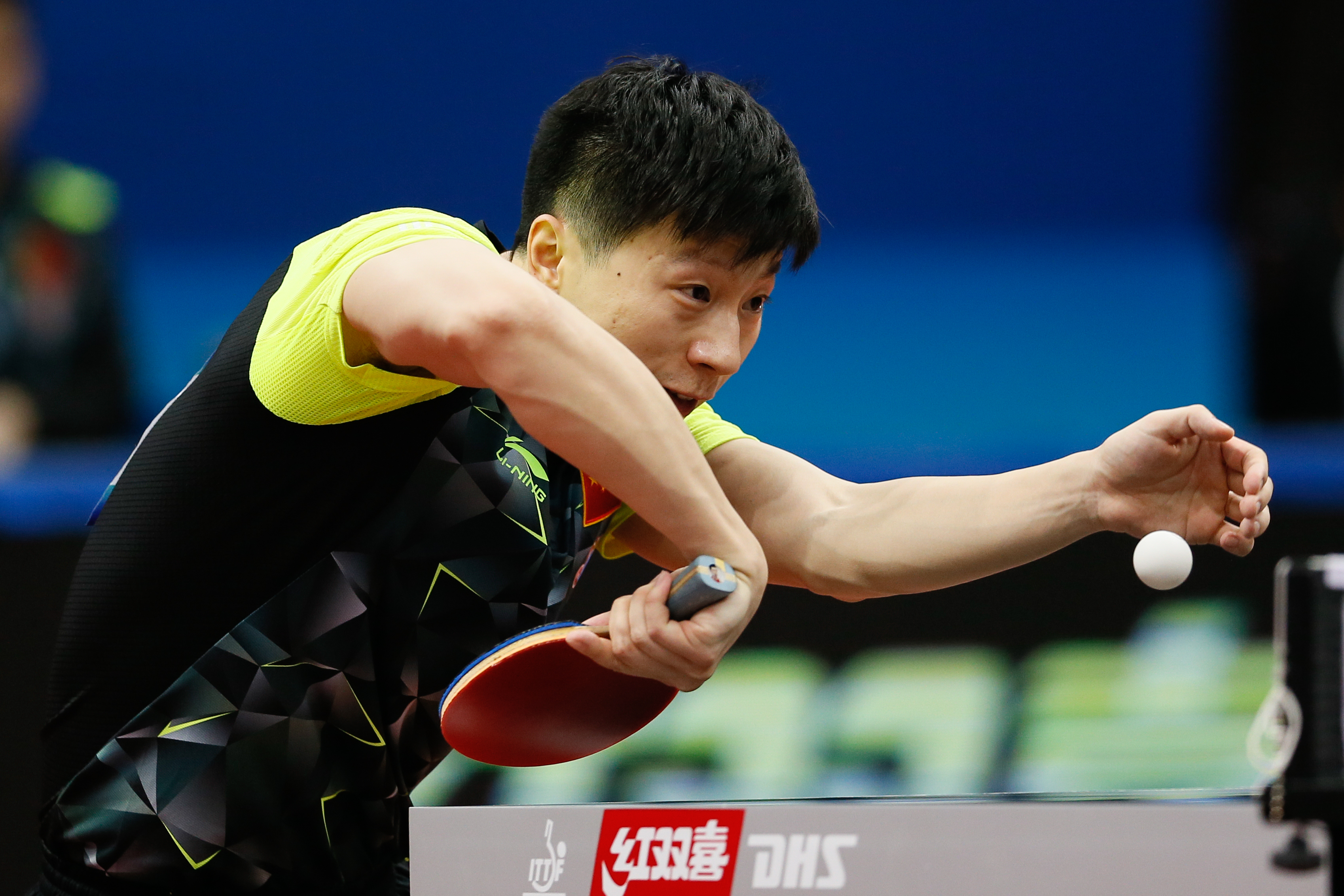
2017 год

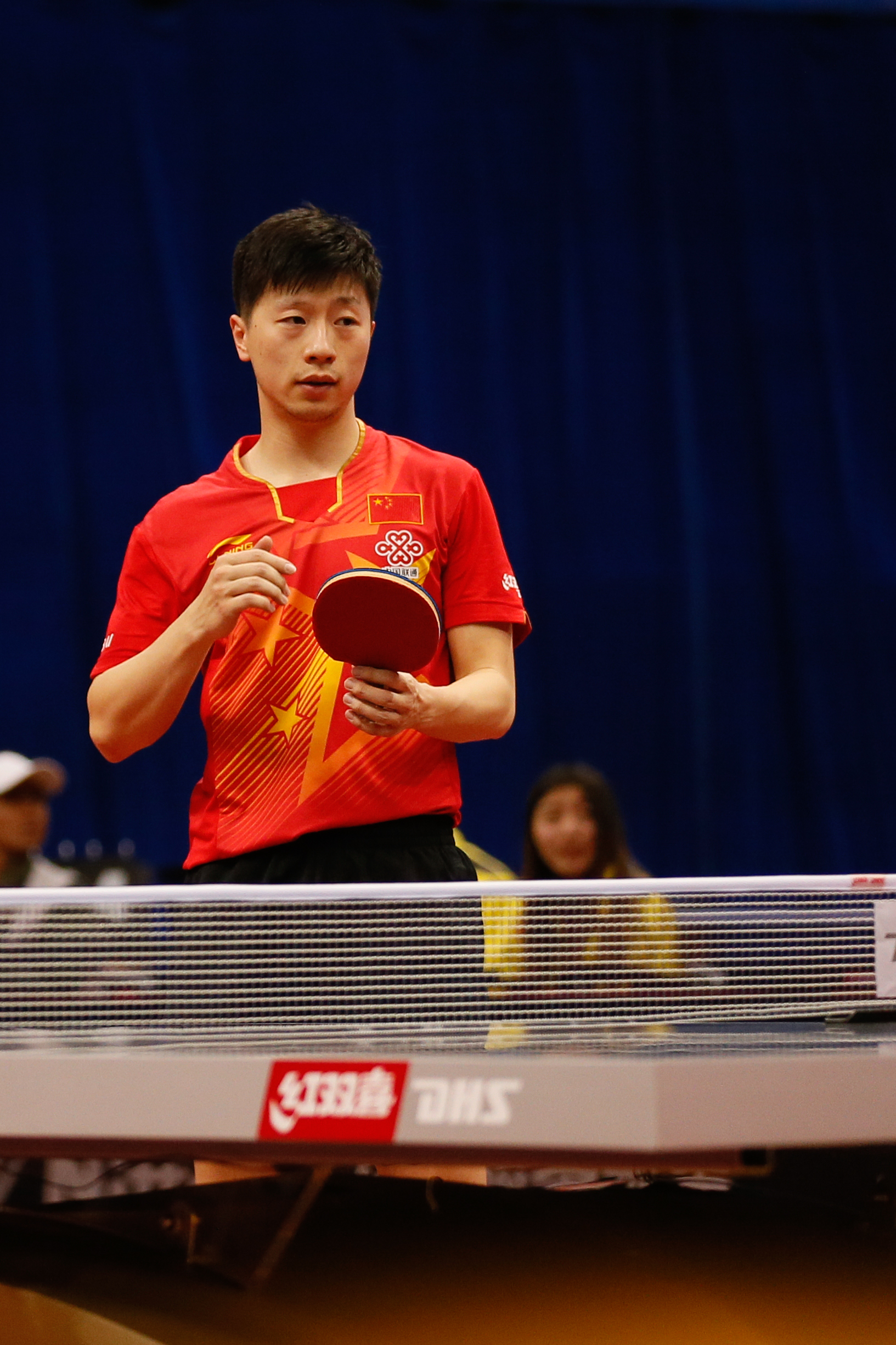
2017 год

К августу 2013 года Ма Лун участвовал в 54 турнирах ITTF World Tour, в 25 из которых он доходил до финальной стадии соревнований, а в 16 — становился победителем. В 2009-10 годах он установил своеобразный рекорд, выиграв подряд пять турниров ITTF World Tour.
Пять раз становился победителем ITTF World Tour Grand Finals в одиночном разряде (2008, 2009, 2011, 2015, 2016 годы) и один раз в парном разряде (2006).
Стал первым игроком, трижды выигравшим чемпионат Азии в одиночном разряде, при этом он становился чемпионом Азии три раза подряд — в 2009, 2012, 2013 годах.
Чемпион мира 2014 года в составе команды КНР.
На домашнем чемпионате мира 2015 года, проходившем в Сучжоу, выиграл золотую медаль в одиночном разряде. В финале он в шести партиях переиграл своего соотечественника Фан Бо, который на пути к финалу обыграл вторую ракетку мира Сюй Синя и третьего номера рейтинга, олимпийского чемпиона-2012 и двукратного чемпиона мира Чжан Цзикэ.
На соревнованиях по настольному теннису на Олимпийских играх 2016 года в Рио-де-Жанейро Ма Лун завоевал две золотые медали: в одиночном и командном зачетах.
На 2016 год выступает за китайский клуб Шаньдун Вейцяо (Shandong Weiqiao).
На чемпионате мира 2017, проходившем в Дюссельдорфе, выиграл золотую медаль в одиночном разряде. В финале он переиграл своего соотечественника Фань Чжэньдуна.
2018 год Ма Лун начал с победы на платиновом турнире «2018 ITTF World Tour» в Бремене. В июне 2018 года Ма Лун выиграл платиновый турнир «2018 ITTF World Tour» China Open в Шэньчжэне.
В 2019 году, после достаточно длительного перерыва в игре, вызванного травмой, Ма Лун возвращается в игры «ITTF World Tour» и побеждает в одиночном разряде на платиновом турнире «2019 ITTF World Tour» в Катаре. Эта победа позволяет Ма Луну разделить первую строчку с белорусским спортсменом Владимиром Самсоновым по количеству побед в одиночном разряде на этапах «ITTF World Tour» (27 побед), а в июне 2019 года, после победы в одиночном разряде на этапе «ITTF World Tour» «China Open» Ма Лун выходит по этому показателю на первое место в мире.
На чемпионате мира 2019 года в Будапеште выиграл две золотые медали: в парном разряде, вместе с соотечественником Ван Чуцинем, и в одиночном разряде. В финале одиночного разряда он обыграл шведа Маттиаса Фалька.
На летних Олимпийских играх 2020 года в Токио завоевал две золотые медали: в одиночном и командном разрядах.
На чемпионате мира 2023 года в Дурбане 34-летний Ма Лун в полуфинале в пяти партиях уступил 23-летнему Ван Чуциню и седьмой раз в карьере завоевал медаль чемпионата мира в одиночном разряде (3 золота и 4 бронзы).
На Олимпийских играх 2024 года в Париже 35-летний Ма был знаменосцем сборной Китая на церемонии открытия Олимпиады. На Играх выступал только в командном разряде и выиграл вместе с Фань Чжэньдуном и Ван Чуцинем золото, которое стало для него шестым на Олимпийских играх. Он стал первым в истории спортсменом из КНР, выигравшим 6 золотых медалей на Олимпийских играх.
24 октября 2024 года вскоре после своего 36-летия Ма Лун объявил о завершении спортивной карьеры.

## Личная жизнь
Ма Лун женился на своей девушке Ся Лу из Нанкина, провинция Цзянсу. 10 декабря 2017 года он сообщил о рождении своего сына на Sina Weibo.
У Ма близкие платонические отношения с товарищем по команде Лю Шивэнь и он плакал, когда она выиграла чемпионат мира 2019 года.